# Mongolië op de Paralympische Winterspelen 2014
Mongolië was een van de landen die deelnam aan de Paralympische Winterspelen 2014 in Sotsji, Rusland.

## Deelnemers en resultaten
(m) = mannen, (v) = vrouwen 

### Langlaufen
| Paralympiër      | Onderdeel               | Resultaat | Prestatie    |
| ---------------- | ----------------------- | --------- | ------------ |
| Ganbold Batmunkh | 1 km sprint, staand (m) | 25e       | Kwalificatie |
| Ganbold Batmunkh | 10 km, staand (m)       | 31e       | 30:26.7      |
| Ganbold Batmunkh | 20 km, staand (m)       | 14e       | 1:04:01.5    |